# Greuelsiefen

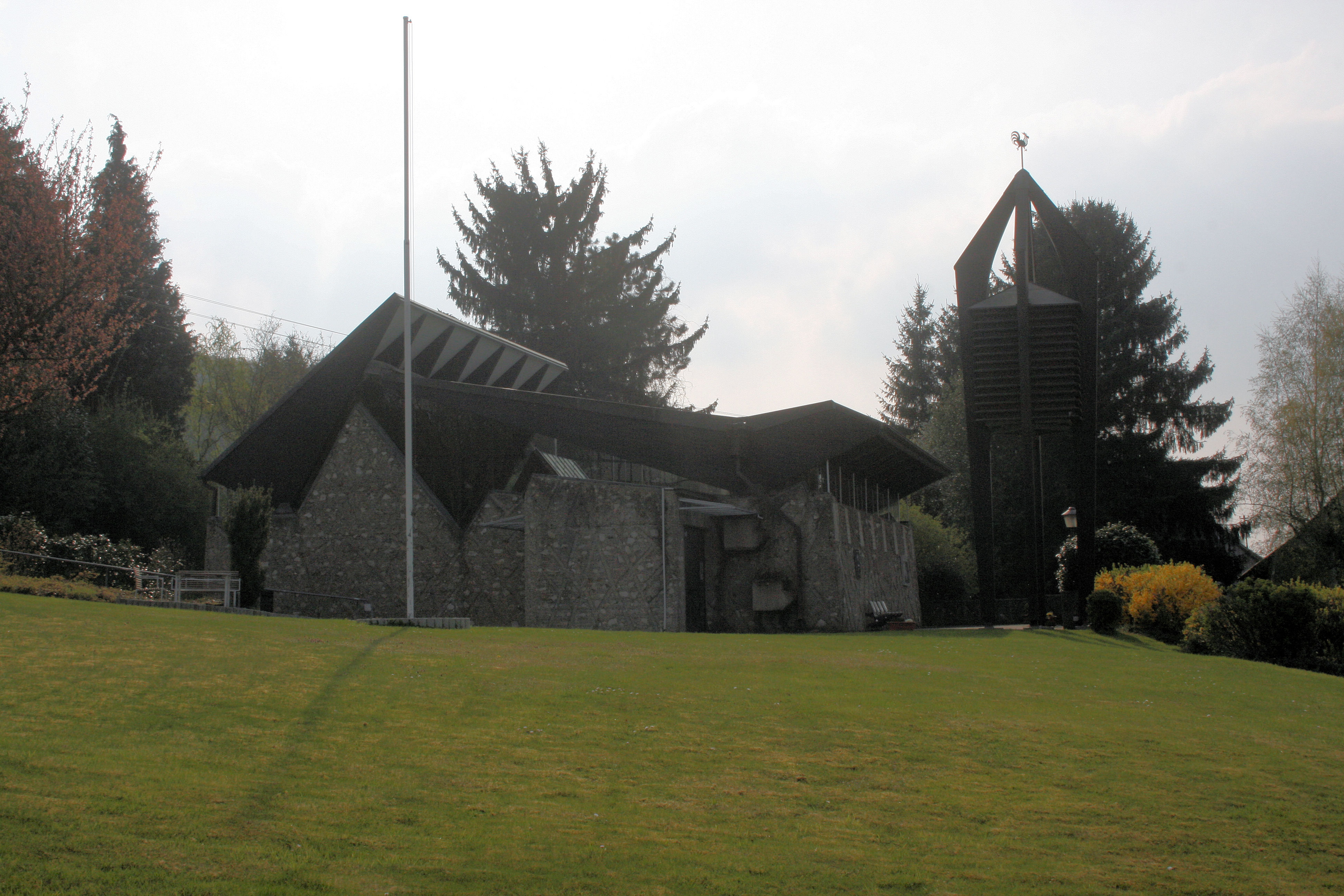
Die Kirche in Greuelsiefen

Greuelsiefen ist ein Kapellendorf östlich der Stadt Hennef (Sieg) im Rhein-Sieg-Kreis in Nordrhein-Westfalen.

## Lage
Greuelsiefen liegt in 81 bis 107 Meter Höhe über NN nördlich der Ausläufer des Westerwaldes. Der Ort liegt an der Landesstraße 333. Nachbarorte sind Dondorf im Westen und Haus Attenbach im Osten.

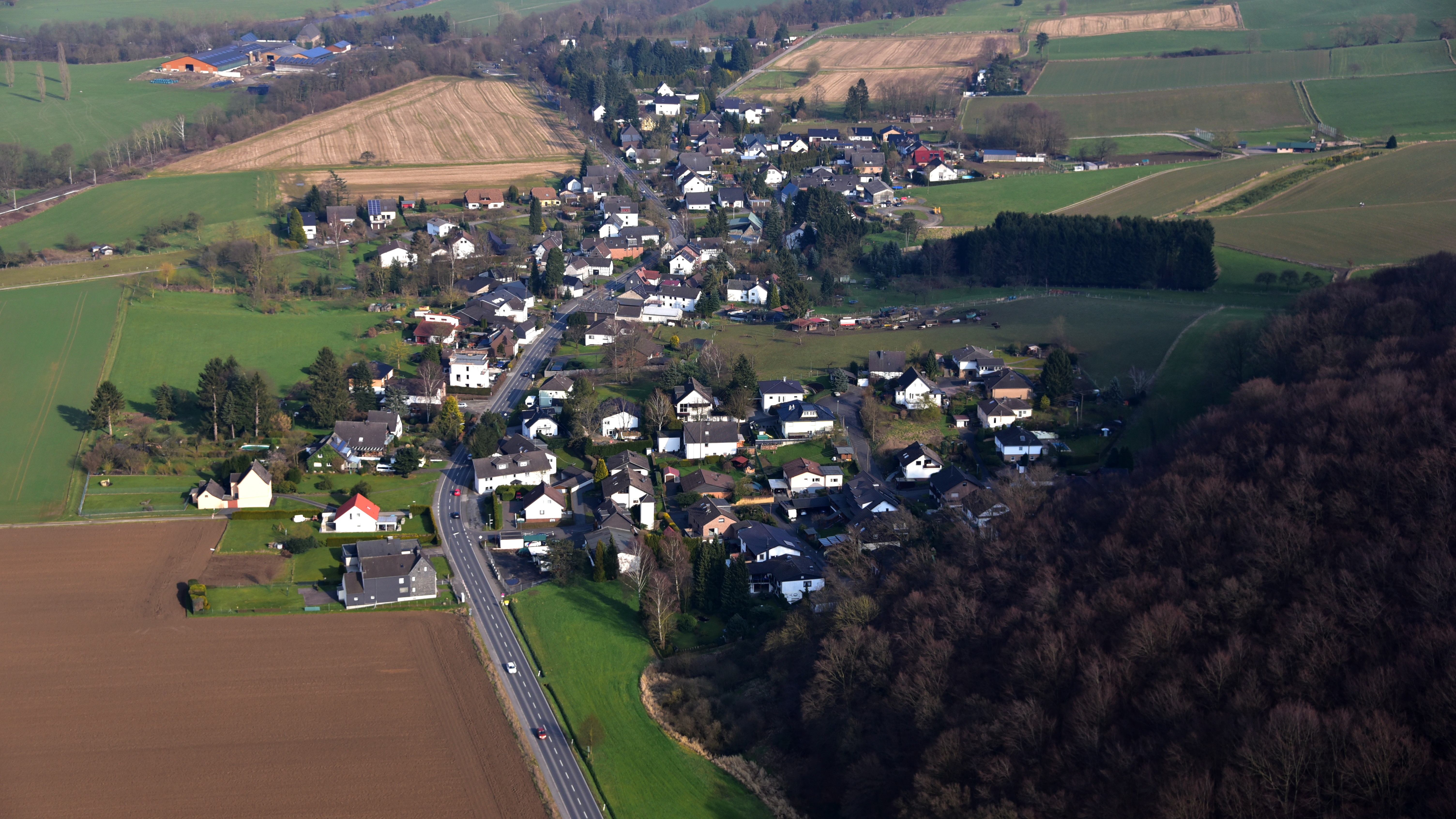
Hennef Greuelsiefen, Luftbild (2016)

## Geschichte
Greuelsiefen bildete mit Dondorf im Mittelalter die Honnschaft Eigen. 
Bis 1934 gehörte Greuelsiefen zur Gemeinde Geistingen.

## Einwohner
Anfang des 20. Jahrhunderts waren in Greuelsiefen 29 Haushalte verzeichnet.